# صالة محمد بن حمد الهتمي
قاعة محمد بن حمد الداخلية المعروفة باسم صالة محمد بن حمد الهتمي و قاعة النادي العربي الرياضي هي قاعة متعددة الأغراض في الدوحة، قطر. تستخدم حاليا في الغالب لمباريات كرة الطائرة وكرة السلة. تلعب فريق النادي العربي في رياضات كرة الطائرة وكرة السلة والفوتسال وكرة اليد في الصالة. يتسع الملعب لحضور 2,000 شخص. كانت القاعة إحدى ملعبين أقيمت عليهما مباريات بطولة الدوري القطري لكرة الطائرة موسم 2013-14.

## الأحداث المستضافة
استخدمت الصالة كمكان رئيسي لمباريات تنس الطاولة خلال دورة الألعاب الآسيوية 2006. كما تم استخدامها كمرفق تدريب خلال بطولة العالم للأندية لكرة الطائرة للرجال 2009. عقدت النسخة الافتتاحية من كأس السوبر القطري لكرة الطائرة في الصالة في ديسمبر 2014. في يوليو 2015 استضافت الصالة بطولة ودية دولية لكرة الطائرة للرجال. شارك في البطولة قطر والهند والكاميرون ومصر.